# Trathala parallela
Trathala parallela är en stekelart som beskrevs av Dasch 1979. Trathala parallela ingår i släktet Trathala och familjen brokparasitsteklar. Inga underarter finns listade i Catalogue of Life.